# Estàtua eqüestre del Mariscal Mannerheim
L'Estàtua eqüestre del Mariscal Mannerheim és un monument a Hèlsinki, Finlàndia. És una figura de bronze feta per Aimo Tukiainen, col·locada el 1960 al seu lloc actual a la plaça Mannerheim (Mannerheiminaukio).
L'estàtua de bronze fa 5,4 m d'alçada. Està aixecat sobre un sòcol de granit de 6,3 m d'alçada, 6,3 m de llarg i 2,72 m d'amplada.
Com a general, Mannerheim havia estat una figura simbòlica a Finlàndia des de la Guerra Civil Finlandesa el 1918, i la seva posició es va fer més forta durant la Segona Guerra Mundial com a mariscal de camp. Els primers plans i la recaptació de fons per a una estàtua eqüestre van començar el 1937. Després de la seva mort el 1951, els plans es van rellançar per iniciativa de la Unió d'Estudiants de la Universitat de Hèlsinki. Durant la campanya de recaptació de fons, 737.503 membres del públic van donar més de 78 milions de marcs el 1952. Els fons eren suficients no només per a l'estàtua sinó també per comprar la mansió Louhisaari a Askainen, el lloc de naixement de Mannerheim, que es va convertir en museu.
L'estàtua va ser encarregada a Aimo Tukiainen després d'un concurs. Tukiainen va fer una estàtua realista i detallada de Mannerheim a cavall. En la seva inauguració l'any 1960, el món de l'art el va considerar obsolet. En les seves obres contemporànies el mateix Tukiainen ja havia passat del realisme.
S'han parlat molt sobre les característiques del cavall, la seva marxa i quins dels cavalls del mariscal representa realment. Durant la seva vida, Mannerheim va tenir uns quants cavalls. Tukiainen va estudiar l'última euga de Mannerheim, Käthy, quan treballava a l'estàtua, però no n'és un retrat com a tal.
La construcció del Kiasma museu d'art contemporani al costat de l'estàtua es va debatre durant l'època de construcció del museu.